# Менжо, Александр
Александр Менжо (фр. Alexandre Menjaud; 1773[…], Париж — февраль 1832, Париж) — французский художник, исторический живописец, представитель стиля Трубадур.

## Биография
Будущий художник родился в 1773 году в Париже. Учился в Высшей школе изящных искусств у Жана-Батиста Реньо (1754—1829). С 1796 выставлял свои работы на Парижском салоне. 
В 1802 году получил Римскую премию, после чего, по условиям премии, с 1803 по 1806 год проживал на вилле Медичи в Риме. 
В годы Первой империи придерживался ампира; после Реставрации Бурбонов создавал камерные работы в стиле Трубадур. Из его работ особенно известны картина «Франциск I и прекрасная Ферроньера» и «Генрих IV  в гостях у мельника». 
На Парижском салоне Александр Менжо последний раз выставлял свои работы в 1822 году. Десятилетием спустя он скончался в Париже и был похоронен на кладбище Монпарнас.

## Галерея

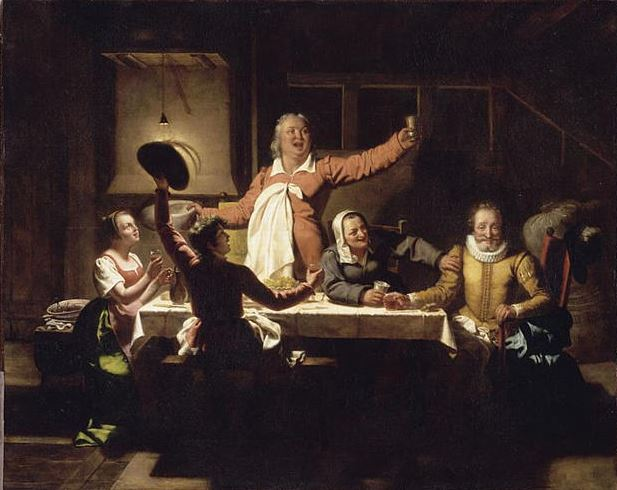
Генрих IV  в гостях у мельника Мишо.
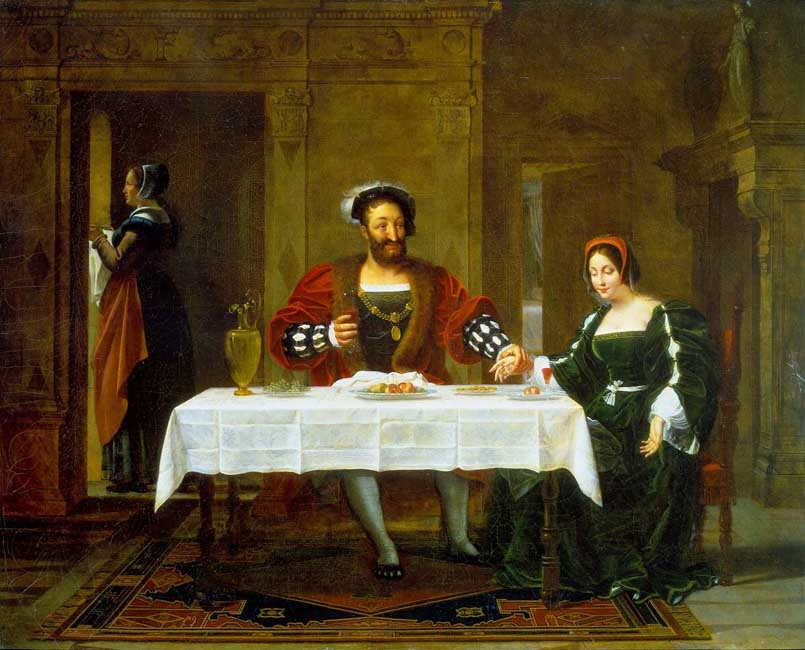
Франциск I и прекрасная Ферроньера
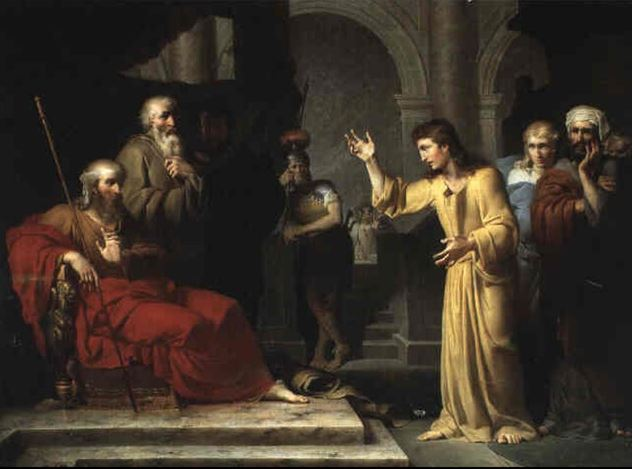
Иосиф объясняет сны фараона.
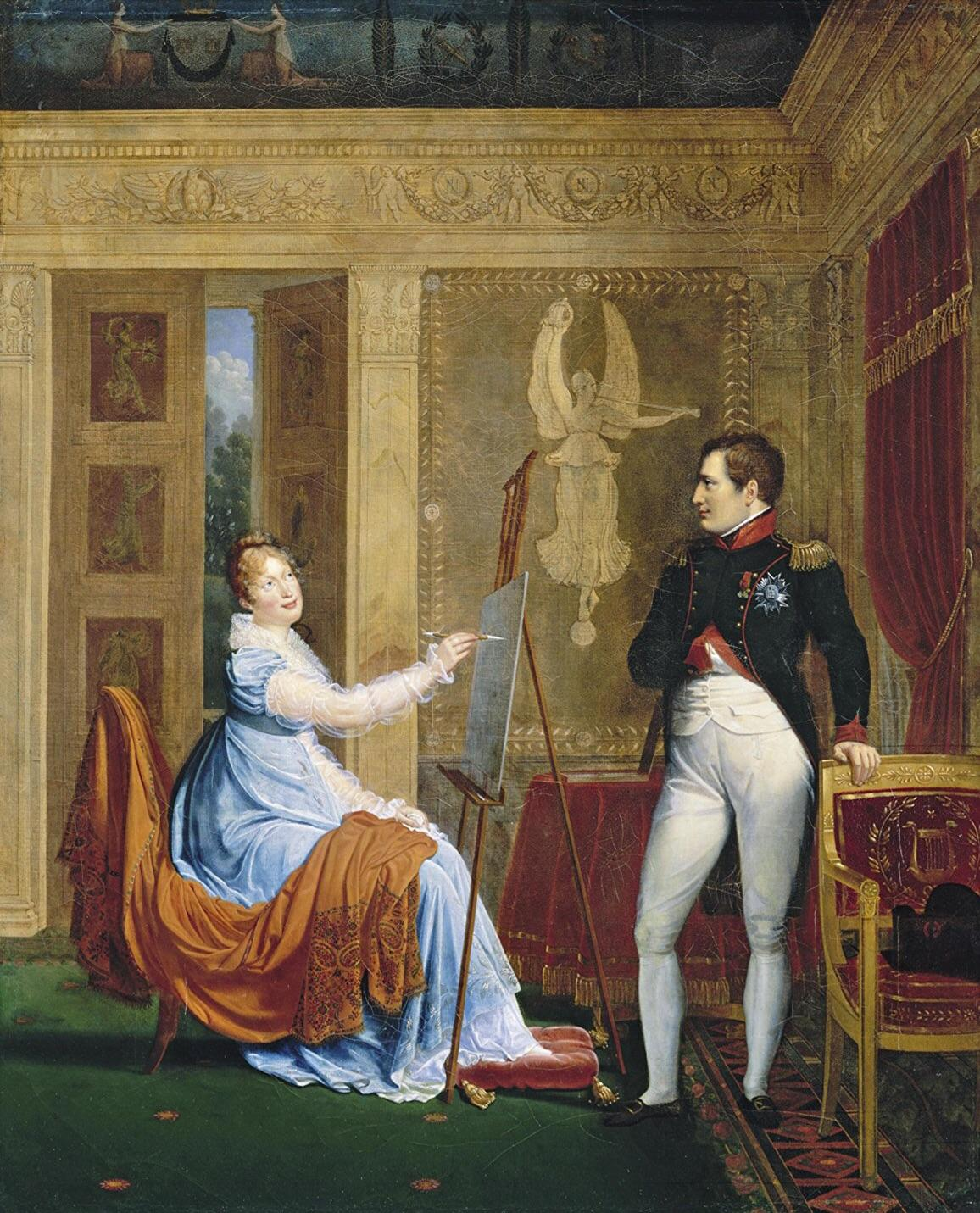
Наполеон позирует для портрета.
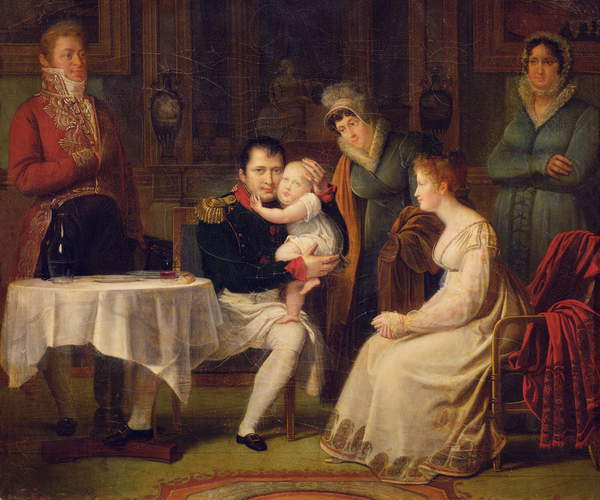
Наполеон с сыном.
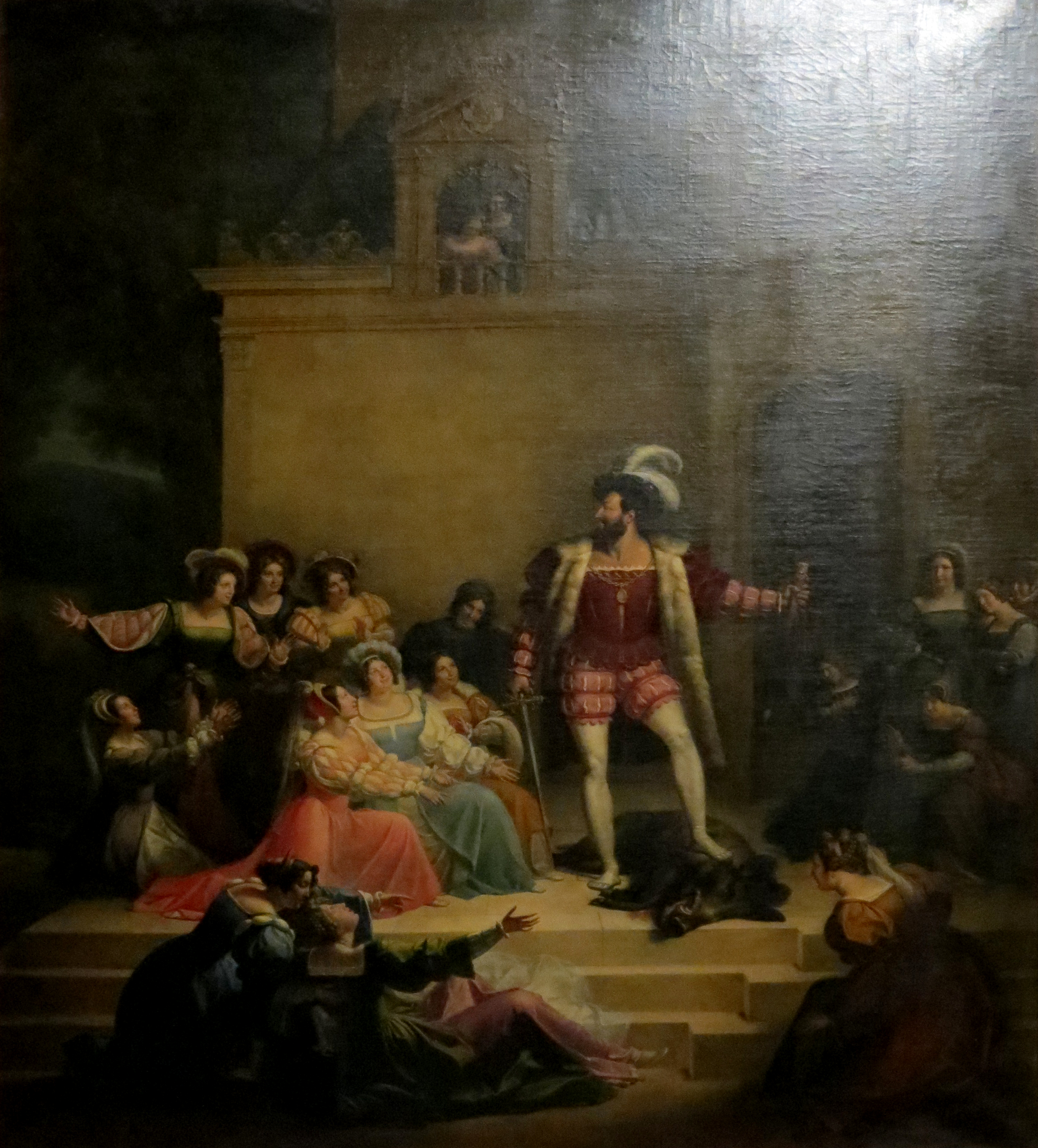
Король Франциск I.